# Comuna Promin, Melitopol
Promin (în ucraineană Промінь) este o comună în raionul Melitopol, regiunea Zaporijjea, Ucraina, formată din satele Berehove, Iasne, Prîvilne, Promin (reședința), Șîrokîi Lan, Sovietske, Ukraiinske și Vidradne.

## Demografie
Componența lingvistică a comunei Promin
     Rusă (67,63%)
     Ucraineană (30,12%)
     Alte limbi (0,12%)
Conform recensământului din 2001, majoritatea populației comunei Promin era vorbitoare de rusă (67,63%), existând în minoritate și vorbitori de ucraineană (30,12%).